# Samsung Galaxy A10
Das Samsung Galaxy A10 ist ein Einsteiger-Smartphone der Samsung-Galaxy-Reihe, das von Samsung Electronics hergestellt wird. Das Samsung Galaxy A10 wurde am 28. Februar 2019 ohne Event angekündigt und ist seit dem 19. März 2019 in den Farben blau, golden, rot sowie schwarz im Handel erhältlich. Sein Nachfolger ist das Samsung Galaxy A10e/s bzw. hauptsächlich das Samsung Galaxy A11. Der globale Samsung-Modellcode lautet SM-A105F/DS sowie SM-A105FN/DS, wobei das DS für die „Dual-Sim“-Funktion steht.

## Technische Daten

### Software
Samsung veröffentlichte mit dem Galaxy A10 auch Googles Betriebssystem Android in Version 9.0 Pie. Zusätzlich waren die Geräte bereits mit der Benutzeroberfläche OneUI ausgestattet. Trotz der vergleichsweise niedrigen Rangstellung der Geräte wird ein Over-The-Air Software-Update auf Android 10 seit Mai 2020, und auf Android 11 mit OneUi 2.0 seit September 2021 verteilt.

### Hardware
Das Gerät ist Dual-SIM-fähig, es kann demnach zwei SIM-Karten physisch gleichzeitig ansprechen. Der Ladeanschluss setzt auf micro-USB der zweiten Generation, Samsung verzichtet hier auf den neueren USB-C-Standard. Dafür besitzt das Handy einen 3,5-mm-Klinkenanschluss. Auch einen Fingerabdrucksensor gibt es bei diesem Gerät nicht, gängige Sperrmethoden (z. B. über die Gesichtserkennung) sind jedoch standardmäßig mit an Bord. Der fest eingebaute Lithium-Ionen-Akku ist für 3400 mAh zertifiziert.

#### Display
Das Display ist 6,2 Zoll (15,74 cm) groß und besitzt eine Auflösung von 720 × 1520 Pixel. Gleichzeitig beträgt das Display eine Pixeldichte von 271 ppi (Pixel-per-inch) sowie ein Seitenverhältnis von 19:9. Die Frontkamera ist über eine sog. Notch ins Display eingelassen, welche einem Wassertropfen ähnlich sehen soll. Samsung nennt diese Art von Aussparung Infinity-V-Display.

#### Speicher
Das Handy wird entweder mit 1 oder 2 Gigabyte (GB) an Arbeitsspeicher ausgeliefert. Der interne Speicher von 32 GB bleibt bei beiden Versionen gleich.

#### Prozessor
Samsung setzt beim Prozessor auf die eigene Prozessorsparte, den Samsung Exynos 7884 bzw. 7884B. Dieser taktet mit zwei Kernen (ARM Cortex A73) bei jeweils 1,60 GHz und mit vier weiteren Kernen (ARM Cortex A53) bei jeweils 1,35 GHz. Die Grafik wird von ebenfalls von ARM mit dem Mali-G71 MP2 übernommen.

#### Kamera
Die Hauptkamera besitzt 13 Megapixel (MP) sowie eine f/1.9-Blende. Diese kann in HDR aufnehmen und ist im Übrigen mit einem LED-Flash ausgestattet. Die Frontkamera kommt mit 5,0 MP daher und besitzt eine f/2.0-Blende. Diese kann Videos in 720p aufnehmen.

## Kontroversen
Computer Bild lobte die Akku-Laufzeit des Geräts, es hagelte jedoch Kritik an der (wenn auch teilweise durch den niedrigen Preis gerechtfertigten) Performance, dem geringen Arbeitsspeicher sowie dem fehlenden Wasserschutz und die fehlende Fähigkeit, das Handy schnellzuladen.
Das Tech-Magazin Chip empfand den geringen Preis ebenfalls lobenswert, hielt aber gleichermaßen stark an den fehlenden Funktionen (hier vor allem der fehlende Fingerabdrucksensor sowie ebenfalls der Mangel des Schnelllade-Modus) fest. Trotzdem wurde auch das nahezu randlose Design angepriesen, was die Mängel überdecken soll.
TECHBOOK testete das Galaxy A10 ebenfalls und kam zu den gleichen Ergebnissen, lediglich die Kamera wurde etwas mehr kritisiert, denn durch die zu anderen Geräten aus der Galaxy-A-Serie vergleichsweise kleine Blende der Hauptkamera schwächelte das Handy bei Testaufnahmen in der Dämmerung bzw. Nacht.

## Verwandte Geräte

### Galaxy A10s
Unter dem Galaxy A10s veröffentlichte Samsung ein das dem Galaxy A10 sehr naheliegendes Smartphone. Durch das Feedback der Benutzer habe man die Fehler im A10s behoben, so Samsung. Insgesamt handelt es sich um ein Galaxy A10, welches mit einem schnelleren 8-Core Prozessor, der nämlich bei 2,0 GHz taktet, sowie mit einem größeren Lithium-Polymer-Akku (4000 mAh) ausgerüstet ist. Das Betriebssystem ist das Gleiche, es kam bei der Veröffentlichung Android 9.0 Pie zum Einsatz. Auch dieses Gerät wurde im Zuge von Samsungs Android 11 / OneUI 2.0 – Updatezyklus mit einem Software-Update versorgt.
Das A10s ist auch Dual-SIM-fähig. Die Modellcodes lauten hier SM-A107F/DS (Global); SM-A107M/DS (LATAM). Das Handy ist in den gleichen Farben, jedoch statt golden in der Farbe grün erhältlich. Durch die kritisierten Sperrmöglichkeiten wurde hier ein Fingerabdrucksensor auf der Rückseite eingebaut.
Die Kamera ist ebenfalls verbessert worden; neben einer weiteren Kamera für die Tiefenerkennung wurde die Selfiekamera auf insgesamt 8 MP verbessert. Das Display ist gleich geblieben, auch das Gewicht.

### Galaxy A10e
Das Galaxy A10e ist wiederum das Gegenteil, es ist den Spezifikationen nach eher eine abgespeckte Version des Galaxy A10. So ist der Bildschirm mit 5,8 Zoll (14,73 cm) kleiner und das Gerät insgesamt leichter. Der Akku ist mit 3000 mAh ebenfalls kleiner als das A10. Zusätzlich hat man ebenfalls nur eine Hauptkamera, statt der zweiten Linse beim A10s. Diese Hauptkamera wurde mit 8 MP ebenfalls technisch abgestuft. Bei allen anderen Funktionen gleicht sich dieses Modell mit dem A10, auch die Selfiekamera beträgt bei beiden Geräten 5 MP.
Notebookcheck zufolge spreche Samsung mit dem A10e gezielt Eltern und dessen Kinder an. Darum wird das Handy mit der vorinstallierten Samsung Kids-App ausgeliefert, die die Benutzeroberfläche einschränkt und in einen für Kinder sicheren Modus wechselt.